# 1947年—1948年監察院監察委員選舉
1947—1948年中華民國監察委員選舉為中華民國舉行的國會議員選舉，由各省級議會間接選舉產生監察院第一屆監察委員，全國各地分別於1947年（民國36年）12月7日至1948年（民國37年）1月10日間選舉。監察委員為當時中華民國的中央民意代表，應選223席，實選180席。

## 背景
中華民國早期曾有過數次全國性的國會選舉，此時期的國會制度為包含參議院與眾議院的兩院制國會，其中參議院議員由各省議會間接選舉選出，眾議院議員則由人民按各省人口數直接选举產生。
- 1912年－1913年（民國元年－民國二年）的第一屆國會議員選舉（參議院與眾議院）
- 1918年（民國七年）的第二屆國會議員選舉（參議院與眾議院；但中國國民黨在南方串聯數省組織護法運動抵制選舉）
- 1921年（民國十年）的第三屆國會議員選舉（僅改選眾議院；後因為戰亂無法集會，至第一次直奉戰爭後恢復第一屆國會，當選人並未就任）

1928年（民國17年）年底，中國國民黨主導的國民革命軍北伐完成，國民政府達成全中國名義上的統一後，即公布施行《訓政綱領》，實施訓政，並成立監察院。但其時監察委員並未直接或間接選舉，而是由中國國民黨一黨領導的國民政府指派。
1947年（民國36年）1月1日，《中華民國憲法》公布，並訂於同年12月25日開始施行。1947年4月，依据政治协商会议决议，國民政府改组容纳部份無黨籍人士與其他政党如中國青年黨和中國民主社會黨参加，并开始部署行憲後的國會選舉。而中国共产党則因部分政治訴求在政治协商会议中未得到滿足，除了串聯民盟拒絕加入改組後的政府、抵制全國選舉外，並全面發起第二次国共内战。

## 選務
監察委員選舉為間接選舉，由各省市議會、蒙古各盟旗、西藏地方議會及華僑團體，按照《中華民國憲法》第九十一條規定的名額選出監察委員。另外，依照憲法制定的《監察院監察委員選舉罷免法》，監察委員依下述規定選出： 
- 省：每省選出五人
- 直轄市：每直轄市選出二人
- 蒙古各盟旗：共八人，依各盟、旗、特別旗劃分聯合選舉區如次，每區選出一人
  - 第一區：哲里木盟、呼倫貝爾部、伊克明安旗
  - 第二區：卓索圖盟、昭烏達盟
  - 第三區：錫林郭勒盟、察哈爾八旗
  - 第四區：烏蘭察布盟、伊克昭盟
  - 第五區：歸化土默特旗、綏東四旗
  - 第六區：阿拉善霍碩特特別旗、額濟納舊土爾扈特特別旗
  - 第七區：青海左翼盟、青海右翼盟
  - 第八區：巴圖塞特奇勒圖中路盟、烏拉恩素珠克圖四路盟、青塞特奇勒圖盟
- 西藏地方：八人
- 僑居國外國民：共八人，劃分各選舉區如次，每區選出一人
  - 第一區：美國、加拿大、檀香山
  - 第二區：中南美洲、古巴、墨西哥及附近地方
  - 第三區：馬來亞、北婆羅洲
  - 第四區：東印度群島、南婆羅洲、葡屬帝汶與附近地方
  - 第五區：暹羅
  - 第六區：澳洲、菲律賓、大溪地、日本、朝鮮、歐洲（蘇聯亞洲部分在內）、非洲及各該處附近地方
  - 第七區：越南、緬甸、印度及亞洲西南各國
  - 第八區：香港、澳門

其中每省選出者設有婦女保障名額一人，各婦女候選人得票單獨計算；直轄市、蒙古盟旗、西藏地方及僑居國外國民選區則未設婦女保障名額。

## 選舉過程
第一屆監察委員應選名額為223人，全國則分為64個選舉區進行選舉（35省、12直轄市、西藏地方、蒙古各盟旗8聯合選舉區、僑居國外國民8選舉區）。
1947年12月8日至1948年1月10日間，各地舉行監察委員選舉。東北之安東、松江、合江、黑龍江、嫩江、興安六省及哈爾濱市市因被中國共產黨佔據而無法舉行選舉，大連則因蘇聯占領無法舉行選舉。而海外的第二至第八各區，因情形特殊未能舉行選舉。西藏亦只選出六人，尚缺二人。
其餘29省，10直轄市，蒙古各盟旗與海外第一區，均選出監察委員，實際選出共180席。

## 相關選舉
1947年《中華民國憲法》施行後，中央民意機關除了監察院之外，尚有國民大會與立法院。上述兩機關也在行憲後陸續辦理了第一屆選舉，參見1947年中華民國國民大會代表選舉與1948年中華民國立法委員選舉。
第一屆監察委員選出後不久即因第二次国共内战隨監察院播遷至臺。中華民國政府為因應臺海現狀下監察院無法如期改選，經在《動員戡亂時期臨時條款》陸續增訂增選補選與日後的增額選舉規定，在自由地區曾辦理1969年中華民國監察委員選舉、1973年中華民國監察委員選舉、1980年中華民國監察委員選舉、1987年中華民國監察委員選舉等增選、增額選舉，可視為本次選舉的後續選舉。其中，1969年增選選出之監察委員得以與本次選舉選出之監察委員繼續共同行使職權。但之後由於迭經中華民國憲法增修，監察院改為非議會機關，監察委員亦自第二屆起不再經由選舉選出，而改由總統提名經國民大會同意任命。1997年憲法再次增修，轉由立法院同意任命。